# Medienverbund
Als Medienverbund bezeichnet man die intermediale Verschränkung verschiedener Einzelmedien. Der Medientheoretiker Werner Faulstich unterscheidet primär drei Medienverbünde, nämlich die jeweilige Beziehung des Fernsehens zum Buch, zum Film und zum Tonträger.
Daneben existieren noch weitere Medienverbünde wie die technische, ästhetische und teilweise auch personelle Verschränkung von Fotografie und Filmkunst (ab Anfang des 20. Jahrhunderts), aus Stummfilm und Grammophon wird der Tonfilm und charakteristisch für das Denken im Medienverbund Anfang des 20. Jahrhunderts ist auch Lászlo Moholy-Nagys Begriff des „Tonfilmapparats“.
Aus dem Medienverbund von Film, Bildtelegrafie und Hörfunk entstand das Fernsehen (mechanisches Fernsehen ab etwa 1880, funktionsfähige Systeme ab etwa 1911, elektronisches Fernsehen ab etwa 1923), durch Digitalisierung wurden schließlich nahezu alle bisherigen Medien im Medium Computer integriert.
Für Friedrich Kittler bilden die drei Medien Grammophon, Film und Typewriter einen historischen Zwischenschritt auf dem Weg zum totalen Medienverbund. Auch Multimedia oder das digitalisierte Universalmedium Computer kann man als einen solchen Medienverbund sehen.
Noch technikzentrierter klingt dies bei Norbert Bolz:
„Menschen sind heute nicht mehr Werkzeugbenutzer, sondern Schaltmomente im Medienverbund. Deshalb setzen sich immer mehr Computermetaphern für Selbstverhältnisse durch – wir rasten in Schaltkreise ein.“